# 白氏耶光魚
白氏耶光魚（学名：Yarrella blackfordi）为輻鰭魚綱巨口鱼目光器鱼科的一個種。分布於大西洋熱帶及亞熱帶海域，棲息深度384-523公尺，屬深海魚類，體長可達33公分。

## 扩展阅读
維基物種上的相關：白氏耶光魚